# Tachytrechus transversus
Tachytrechus transversus är en tvåvingeart som först beskrevs av Van Duzee 1929.  Tachytrechus transversus ingår i släktet Tachytrechus och familjen styltflugor. Inga underarter finns listade i Catalogue of Life.